# Heteranomia squamula
Genre
Espèce
Heteranomia squamula est une espèce de mollusques bivalves marins de la famille des Anomiidae. Elle appartient au genre monospécifique Heteranomia.

## Seule espèce
Selon World Register of Marine Species (2 déc. 2020) :
- Heteranomia squamula (Linnaeus, 1758)